# Namgeuk-ilgi
Namgeuk-ilgi (en hangul 	남극일기), comercialitzada internacionalment com Antarctic Journal, és una pel·lícula de Corea del Sud estrenada en 2005, dirigida per Yim Pil-sung en el seu debut cinematogràfic. La pel·lícula barreja elements de thriller psicològic i pel·lícules de terror clàssiques al mateix temps que mostra les dificultats que enfronta una expedició antàrtica moderna que intenta arribar al pol d'inaccessibilitat. La pel·lícula va generar un cert renou abans del seu llançament degut al seu gran pressupost (més de 6.5 milions de dòlars) i a l'elenc notable, però paradoxalment no va ser un èxit de taquilla.

## Argument
Durant el seu viatge al Polo d'inaccessibilitat (POI), el punt més remot de la Antàrtida, una expedició de sis homes dirigida pel capità Choi Do-hyung descobreix un diari que va ser deixat enrere per una expedició britànica 80 anys abans. El diari es va conservar notablement en una caixa en la neu i Kim Min-jae, un altre membre de l'expedició, s'encarrega d'examinar-lo. Resulta que les dues expedicions van compartir el mateix objectiu i aviat van començar a aparèixer altres similituds estranyes entre ells. Arribaran al seu destí abans que es posi el sol per a l'hivern antàrtic?

## Repartiment
- Song Kang-ho - Choi Do-hyung.
- Yoo Ji-tae - Kim Min-jae.
- Choi Deok-moon - Seo Jae-kyung.
- Kim Kyeong-ik - Yang Geun-chan.
- Park Hee-soon - Lee Young-min.
- Yoon Je-moon - Sung-hoon.
- Kang Hye-jung - Yoo-jin.
- Oh Hee-joon - membre de l’expedició britànica.
- Sam Hammington - Veu.

## Recepció
Derek Elley de Variety va escriure: "Algunes lents de pantalla panoràmica impressionants, amb Nova Zelanda que representen de manera convincent els residus polars, no poden compensar el buit dramàtic de Antàrtida Journal, en què el guió es perd juntament amb els exploradors."
Al XXXVIII Festival Internacional de Cinema Fantàstic de Catalunya va rebre el Premi Orient Express.